# Добротино
 Тази статия е за селото в България.  За селото в Република Северна Македония вижте Добротино (община Кавадарци).  
Добро̀тино е село в Югозападна България. То се намира в община Гоце Делчев, област Благоевград.

## География
Село Добротино се намира в планински район. Разположено е в склоновете на Среден Пирин няколко километра от Гоце Делчев по пътя за прохода Попови ливади и Катунци.

## История
До 1934 година името на селото е Даг чифлик. Църквата „Успение Богородично“ е от 1869 година. В „Етнография на вилаетите Адрианопол, Монастир и Салоника“, издадена в Константинопол в 1878 година и отразяваща статистиката на населението от 1873 година Даг чифлик (Dag-Tchiflik) е посочено като село с 45 домакинства и 170 българи.
При избухването на Балканската война в 1912 година двама души от Даг чифлик са доброволци в Македоно-одринското опълчение.
През 1944 година в Добротино е изграден военен паметник чешма, посветен на загиналите във войните от 1912 – 1918 година жители на селото.

## Население

### Етнически състав
Преброяване на населението през 2011 г.
Численост и дял на етническите групи според преброяването на населението през 2011 г.:
|                     | Численост |
| Общо                | 38        |
| Българи             | 38        |
| Турци               | -         |
| Цигани              | -         |
| Други               | -         |
| Не се самоопределят | -         |
| Неотговорили        | -         |

## Редовни събития
Всяка година в село Добротино на 20 юли (Илинден) се организира събор, на който се събират много хора. Има жива музика и скара-бира. Прави се на манастира „Свети Илия“. Организират се търгове и се вари курбан.